# Stefan Savić (calciatore 1994)
Stefan Savić (Salisburgo, 9 gennaio 1994) è un calciatore austriaco, centrocampista del Borac Banja Luka.

## Biografia
Ha un fratello, Milos, anch'egli calciatore, più giovane di lui di otto anni

## Carriera

### Club

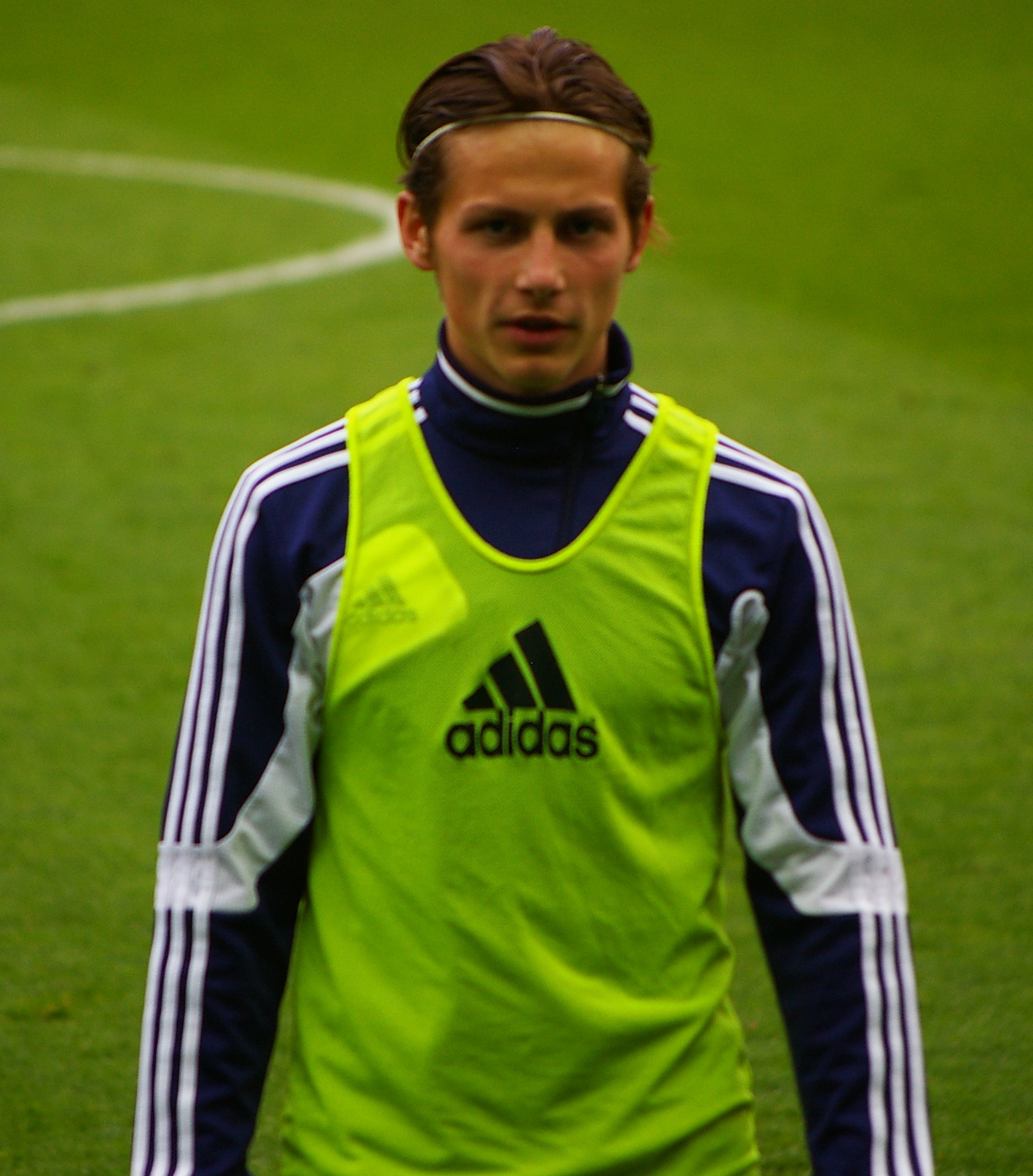
Savic ai tempi del Liefering in una gara contro il dell'aprile 2014

Cresciuto nelle giovanili del Salisburgo, ha esordito in Bundesliga il 21 agosto 2011 nella gara contro lo Sturm Graz, venendo sostituito da Christoph Leitgeb al termine del primo tempo. Nella stessa stagione totalizzò appena due presenze, contribuendo comunque alla conquista del campionato e della Coppa d'Austria. Trovò anche modo di esordire in UEFA Europa League: il 23 febbraio 2012 entrò in campo nei minuti finali della gara contro il Metalist che sancì l'uscita di scenda degli austriaci, sostituendo nei minuti finali Leonardo Santiago.
Nell'estate del 2012 si è trasferito al Liefering, formazione di terza serie austriaca; con tale club vinse immediatamente il girone Ovest, ma, soprattutto, fu decisivo nei play-off promozione contro il LASK, segnando sia all'andata che al ritorno e contribuendo, così, al 5-0 complessivo. Disputò, così, la seconda serie austriaca 2013-2014 e cominciò anche la stagione successiva con la maglia del Liefering, salvo trasferirsi ad inizio 2015, proprio al LASK, club che militava anch'esso in seconda serie.
Nel luglio 2015, quando fu ingaggiato dai croati dello Slaven Belupo; con i croati ha totalizzato 55 presenze e 5 reti nella massima serie, attirando le attenzioni degli olandesi del Roda JC. Nei Paesi Bassi, però, non ha trovato spazio, ragion per cui dopo appena sei mesi fu mandato in prestito agli sloveni dell'Olimpia Lubiana; il prestito si trasformò in seguito in trasferimento definitivo.
In tre anni in Slovenia ha collezionato 104 presenze e 17 reti in campionato, conquistando il titolo di campione sloveno e due coppe di Slovenia. Particolarmente significativo è stato il suo contributo nella conquista della Coppa 2018-2019: fu, infatti, la sua doppietta a sancire il 2-1 in finale contro il Maribor.
Nell'estate del 2020 è andato in Polonia al Wisła Cracovia; ha esordito in Ekstraklasa il 24 agosto 2020 fornendo subito l'assist per il pareggio contro il Jagiellonia. Il 21 marzo 2021 segnò la sua prima rete in campionato nel 3-1 contro lo Stal Mielec. In due anni al Wisla ha totalizzato oltre cinquanta presenze, mettendo a segno cinque reti.

### Nazionale
Vanta quasi venti presenze con le varie nazionali giovanili austriache, dall'Under-16 all'Under-19.

## Statistiche

### Presenze e reti nei club
| Stagione               | Squadra                | Campionato             | Campionato | Campionato | Coppe nazionali | Coppe nazionali | Coppe nazionali | Coppe continentali | Coppe continentali | Coppe continentali | Altre coppe | Altre coppe | Altre coppe | Totale | Totale |
| Stagione               | Squadra                | Comp                   | Pres       | Reti       | Comp            | Pres            | Reti            | Comp               | Pres               | Reti               | Comp        | Pres        | Reti        | Pres   | Reti   |
| ---------------------- | ---------------------- | ---------------------- | ---------- | ---------- | --------------- | --------------- | --------------- | ------------------ | ------------------ | ------------------ | ----------- | ----------- | ----------- | ------ | ------ |
| 2010-2011              | Salisburgo             | BL                     | 0          | 0          | -               | -               | -               | –                  | –                  | –                  | –           | –           | -           | 0      | 0      |
| 2011-2012              | Salisburgo             | BL                     | 2          | 0          | -               | -               | -               | UEL                | 1                  | 0                  | –           | –           | -           | 3      | 0      |
| Totale Salisburgo      | Totale Salisburgo      | Totale Salisburgo      | 2          | 0          |                 | -               | -               |                    | -                  | -                  | –           | –           | –           | 3      | 0      |
| 2012-2013              | Liefering              | RL                     | 22+2       | 6+2        | -               | -               | -               | –                  | –                  | –                  | –           | –           | -           | 24     | 8      |
| 2013-2014              | Liefering              | EL                     | 15         | 4          | -               | -               | -               | –                  | –                  | –                  | –           | –           | -           | 15     | 4      |
| lug-nov 2014           | Liefering              | EL                     | 20         | 1          | -               | -               | -               | –                  | –                  | –                  | –           | –           | -           | 20     | 1      |
| Totale Liefering       | Totale Liefering       | Totale Liefering       | 57         | 13         |                 | -               | -               |                    | -                  | -                  | –           | –           | –           | 57     | 13     |
| 2014-2015              | LASK                   | EL                     | 14         | 0          | -               | –               | -               | -                  | –                  | –                  | –           | –           | -           | 14     | 0      |
| 2015-2016              | Slaven Belupo          | PL                     | 36         | 3          | CC              | 3               | 1               | -                  | –                  | –                  | –           | –           | –           | 39     | 4      |
| 2016-2017              | Slaven Belupo          | PL                     | 19         | 2          | CC              | 3               | 0               | -                  | –                  | –                  | –           | –           | –           | 22     | 2      |
| Totale Slaven Belupo   | Totale Slaven Belupo   | Totale Slaven Belupo   | 55         | 5          |                 | 6               | 1               |                    | -                  | -                  | –           | –           | –           | 61     | 6      |
| 2017-2018              | Olimpia Lubiana        | PS                     | 34         | 4          | CS              | 5               | 1               | -                  | –                  | –                  | –           | –           | –           | 39     | 5      |
| 2018-2019              | Olimpia Lubiana        | PS                     | 35         | 7          | CS              | 5               | 5               | UCL+UEL            | 2+6                | 0+0                | –           | –           | –           | 48     | 12     |
| 2019-2020              | Olimpia Lubiana        | PS                     | 35         | 6          | CS              | 1               | 0               | UEL                | 4                  | 1                  | –           | –           | –           | 40     | 7      |
| Totale Olimpia Lubiana | Totale Olimpia Lubiana | Totale Olimpia Lubiana | 104        | 17         |                 | 11              | 6               |                    | 12                 | 1                  | –           | –           | –           | 127    | 24     |
| 2020-2021              | Wisła Cracovia         | E                      | 27         | 2          | CP              | 1               | 0               | –                  | –                  | –                  | –           | –           | –           | 20     | 1      |
| 2021-2022              | Wisła Cracovia         | E                      | 25         | 3          | CP              | 2               | 0               | –                  | –                  | –                  | –           | –           | –           | 15     | 0      |
| Totale Wisla Cracovia  | Totale Wisla Cracovia  | Totale Wisla Cracovia  | 52         | 5          |                 | 3               | 0               | –                  | –                  | –                  | –           | –           | –           | 55     | 5      |

## Palmarès

### Club

#### Competizioni nazionali
- Campionato austriaco: 1

Salisburgo: 2011-2012
- Coppa d'Austria: 1

Salisburgo: 2011-2012
- Fußball-Regionalliga: 1

Liefering: 2012-2013 (Girone Ovest)
- Campionato sloveno: 1

Olimpia Lubiana: 2017-2018
- Coppa di Slovenia: 2

Olimpia Lubiana: 2017-2018, 2018-2019